# Lukanische Dolomiten

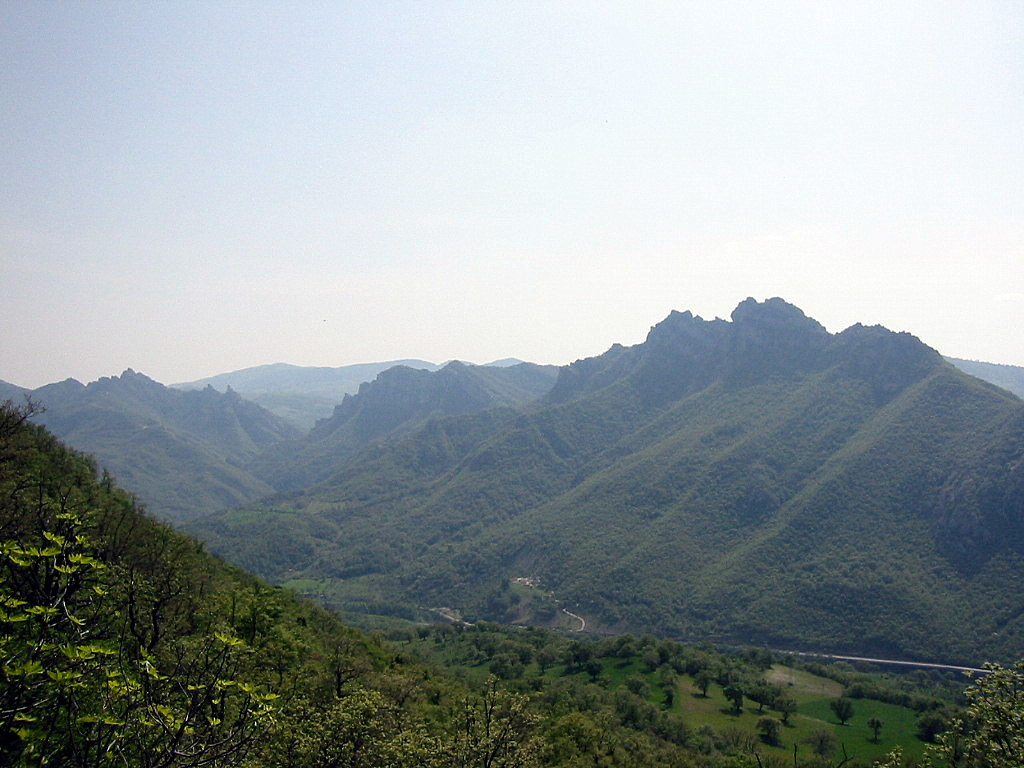
Blick auf die Monti della Maddalena

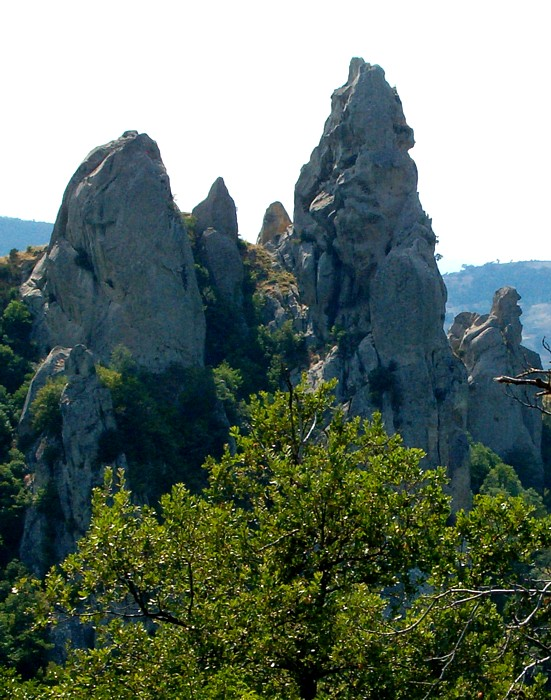
Typische Felsformation der Dolomiten

Die Lukanischen Dolomiten (italienisch Dolomiti lucane) sind ein Gebirge in der italienischen Region Basilikata und Teil des lukanischen Apennin. Die kleinen lukanischen Dolomiten bilden den gleichnamigen, 1997 installierten regionalen Naturpark Parco Regionale di Gallipoli Cognato Piccole Dolomiti Lucane, der sich bis zu den Wäldern von Gallipoli-Cognato ausdehnt. Ihr Name stammt aus der morphologischen Ähnlichkeit mit den bekannteren Dolomiten der Regionen Venetien und Trentino. Diese Berggruppe, die den zentralen Teil des „Basento-Tals“ dominiert, ist vor 15 Millionen Jahren entstanden.

## Beschreibung
Die Lukanischen Dolomiten, die aus abschüssigen Gipfeln bestehen, haben sich durch Verwitterung gebildet und erreichen Bergspitzen mit einer durchschnittlichen Höhe von 1000 bis 1100 Metern. Der höchste Gipfel ist der Monte Caperino. Weitere wichtige Gipfel sind „L’Incudine“, „La Grande Madre“ und „L’Aquila Reale“. Nennenswert sind auch die Gipfel „Murge di Castelmezzano“ und „Monte Carrozze“.

## Pflanzen- und Tierwelt
Das Gebiet besteht aus Eichenwäldern und felsigen Gipfeln, auf denen eine seltene Pflanzenwelt wächst mit Arten wie dem roten Baldrian, dem einjährigen Silberblatt und Onosma pseudoarenaria subsp. lucana. Die Tierwelt ist außer von Wildschweinen auch von einer Vielfalt von Vögeln belebt: Rotmilan, Mauersegler, Kolkrabe, Turm- und Wanderfalke.

## Das Klima
Das Klima charakterisiert sich durch kalte Winter mit Schnee und windige und kühle Sommer.